# Трубитан

Трубитан — река в России, протекает в Афанасьевском районе Кировской области. Устье реки находится в 12 км по левому берегу реки Колыч. Длина реки составляет 12 км.
Исток реки в 2 км к востоку от посёлка Афанасьево. Река течёт на северо-восток и север, в среднем течении на правом берегу деревни Васильевская и Дмитриевская (Ичетовкинское сельское поселение). Впадает в Колыч юго-западнее села Савинцы (Ичетовкинское сельское поселение).

## Данные водного реестра
По данным государственного водного реестра России относится к Камскому бассейновому округу, водохозяйственный участок реки — Кама от истока до водомерного поста у села Бондюг, речной подбассейн реки — бассейны притоков Камы до впадения Белой. Речной бассейн реки — Кама.
По данным геоинформационной системы водохозяйственного районирования территории РФ, подготовленной Федеральным агентством водных ресурсов:
- Код водного объекта в государственном водном реестре — 10010100112111100000412
- Код по гидрологической изученности (ГИ) — 111100041
- Код бассейна — 10.01.01.001
- Номер тома по ГИ — 11
- Выпуск по ГИ — 1